# Lymantriades
Lymantriades là một chi bướm đêm thuộc họ Erebidae.